# Schloss Clerf

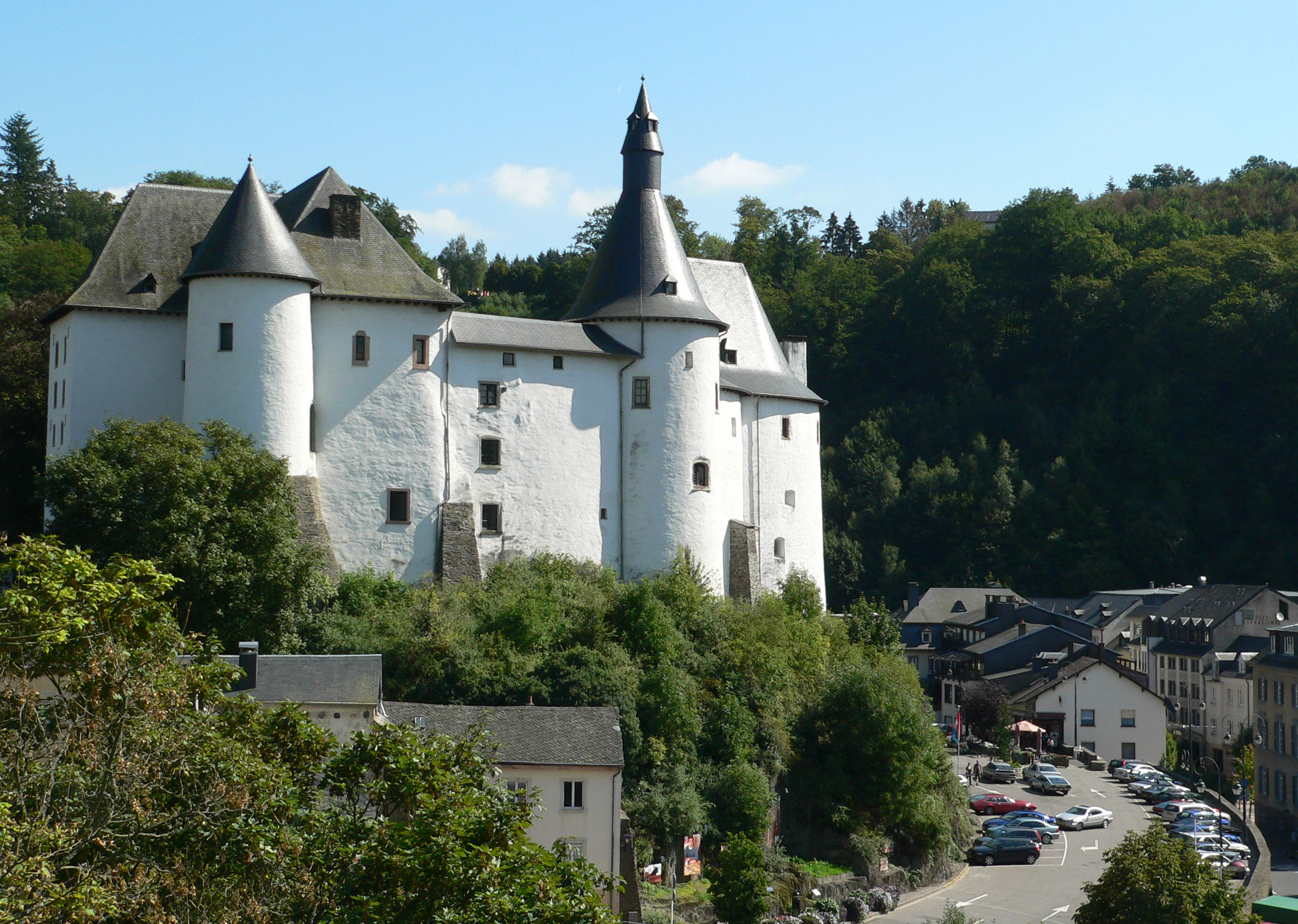
Schloss Clerf über dem Ort

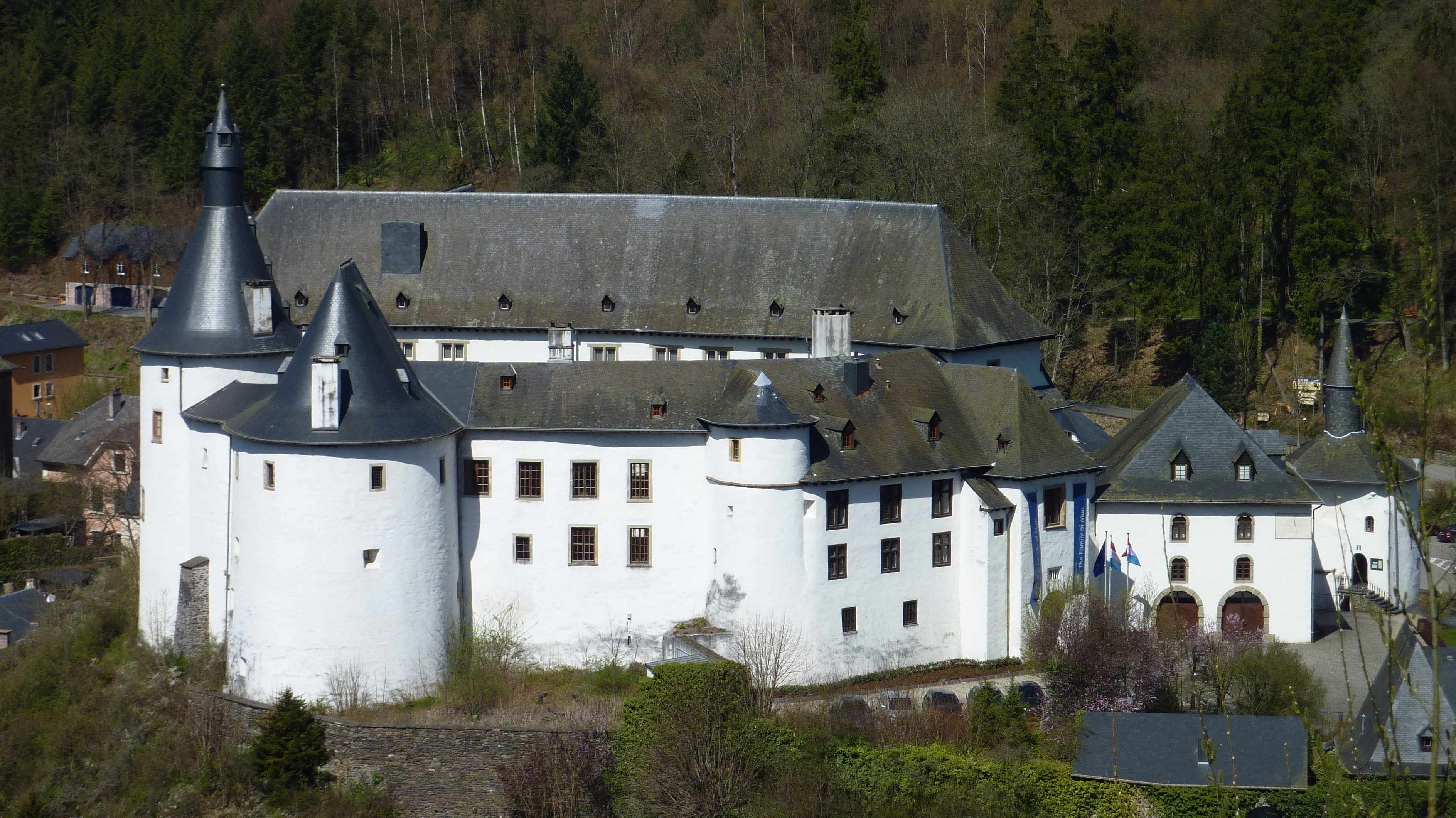
Schloss Clerf, Ansicht von Süden

Das Schloss Clerf (französisch Château de Clervaux), auch Schloss Clervaux genannt, ist eine Schlossburg in der luxemburgischen Gemeinde Clerf. Sie steht auf einer Felszunge inmitten der Ortschaft und wurde spätestens im 12. Jahrhundert als Höhenburg gegründet. Erste bekannte Burgherren waren die Sponheimer. Über die Familie von Meysenburg gelangte die Anlage Anfang des 15. Jahrhunderts an eine Seitenlinie der Grafen von Vianden. Diese ließ die Burg ausbauen und stärker befestigen. Über Töchter der jeweiligen Eigentümerfamilie kam sie schließlich an die Familie de Lannoy, in deren Besitz sie über zwei Jahrhunderte blieb. Sie baute die Anlage zu ihrer heutigen Größe aus und zu einem Schloss um, das aber immer noch einen starken Burgcharakter besitzt. 1927 in bürgerlichen Besitz gelangt, wurde die Anlage am 26. September 1935 als Nationaldenkmal (Monument national) unter Denkmalschutz gestellt. Sie brannte im Zweiten Weltkrieg nach starkem Beschuss durch deutsche Truppen vollständig aus. Nach Kriegsende durch den luxemburgischen Staat wiederaufgebaut, sind im Schloss heute die Gemeindeverwaltung von Clerf und drei Museen beheimatet. In einem von ihnen ist die Ausstellung The Family of Man zu sehen, die zum Weltdokumentenerbe zählt.

## Geschichte

### Mittelalter
Einige Historiker sehen die Wurzeln der heutigen Anlage in einem römischen Kastell, allerdings stammt die älteste bekannte Bausubstanz erst aus dem 13. Jahrhundert, sodass diese Annahme bisher nicht bewiesen werden konnte. Eine Burg am heutigen Ort wurde erstmals im Jahr 1126 urkundlich erwähnt, als Gerhard I. von Sponheim, ein Stiefbruder des Grafen Friedrich I. von Vianden, als ihr Erbauer genannt wurde. Gerhard war seit 1106 Herr von Clerf, einer Herrschaft, die aus Gütern der Abtei Stavelot entstanden zu sein scheint. Die Burg in Clerf könnte anfänglich also eine Vogteiburg Stavelots gewesen sein.
Nach Aussterben der Grafen von Clerf fielen Burg und Herrschaft an die Herren von Meysenburg, deren Emblem – drei Meisen – noch heute im Wappen Clerfs zu finden sind. Durch die Heirat Maria von Meysenburgs mit Friedrich I. von Brandenburg gelangte die Anlage 1405 in den Besitz der Familie des Bräutigams, einer Seitenlinie der Grafen von Vianden, und blieb dort bis 1426.

### Frühe Neuzeit
Unter den Brandenburgern entstanden der heutige Südflügel und der sogenannte Brandenburger Turm zur Sicherung der Südflanke. Er konnte aber nicht verhindern, dass Herzog Anton von Burgund die Anlage 1413 nach mehrtägiger Belagerung für die Bourguignons einnahm. Ihre Gebäude blieben dabei allerdings unbeschädigt. Später wieder in die Hand der Brandenburger gelangt, war Friedrich II. von Brandenburg von 1441 bis 1488 Burgherr. Seine Nachfahrin Margarethe von Brandenburg-Clerf brachte die Burg an ihren Ehemann Nicolas de Heu. Als Elisabeth de Heu im Jahr 1563 Gottfried von Eltz heiratete, gelangte sie nachfolgend an dessen Familie. Gottfried ließ die Anlage im Zuge des Achtzigjährigen Krieges wegen häufiger Einfälle und Plünderungen niederländischer Truppen von 1595 bis 1597 stärker befestigen.
Durch die Heirat der Claudine von Eltz gelangte die Burg Clerf 1617 an Claude de Lannoy, den Grafen von La Mottry und Gouverneur von Maastricht sowie Namur. Er ließ in den Jahren 1634 bis 1635 an der Nordseite einen Bau im Stil der Renaissance mit Gesellschaftsräumen und einem Rittersaal errichten und damit kleinere Vorgängerbauten ersetzen. Seine Familie blieb fast 240 Jahre lang Eigentümerin und ließ die Burg modernisieren, erweitern und zu einem Schloss verändern. So entstand unter Albert-Eugène de Lannoy außerhalb der damaligen Ringmauer ein neuer Wirtschaftshof mit Stallungen, Scheunen und einer Kapelle. Letztere hatte sich bis dahin im Taubenturm an der Nordwest-Ecke der Anlage befunden. 1671 wurde nahe dem Schlosseingang eine Wohnung für den Schlosswächter errichtet. Zwar war 1691 zur Tilgung von Kriegsschulden eine Versteigerung des Besitzes vorgesehen, aber das Schloss blieb Eigentum der Familie. 1721 erfolgte der Bau eines neuen Pferdestalls neben dem sogenannten Hexenturm, und 1731 entstand das dem Schlosstor gegenüberliegende Brauhaus. 1775 fand erneut ein Umbau statt.

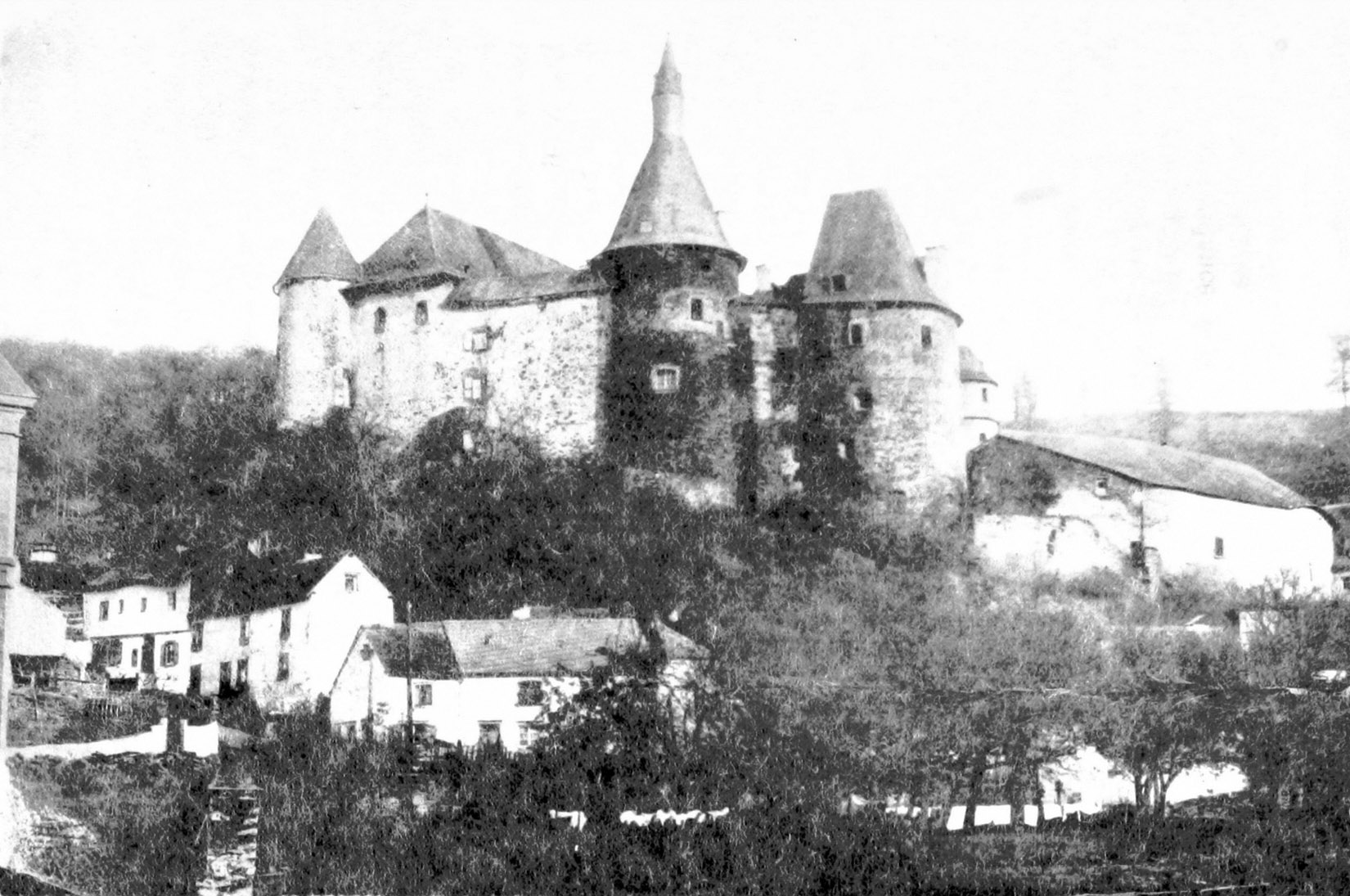
Schloss Clerf auf einer Fotografie der 1880er Jahre; rechts im Bild die nur wenig später niedergelegte Vorburg

Im Klöppelkrieg, einem Aufstand luxemburgischer Bauern gegen die französische Besatzung, war Schloss Clerf einen Tag lang „Kriegsschauplatz“. Wie überall im Land brach am 30. Oktober 1798 auch in Clerf der Widerstand zusammen. Einige Aufständische hatten sich vor ihren französischen Verfolgern ins Schloss geflüchtet und konnten sich später fast alle durch eine Ausfallpforte in Sicherheit bringen. Als 1854 mit Adrien de Lannoy der letzte männliche Vertreter dieser Familie verstorben war, entwickelte sich ein Erbfolgeprozess, den die Familie de Berlaimont für sich entscheiden konnte. Unter Adrien de Berlaimont wurde 1885/87 die Vorburg des Schlosses abgerissen, lediglich der Torbau, der Pferdestall und der Hexenturm blieben erhalten. Mit den beim Abbruch gewonnenen Steinen wurde nordöstlich des alten Schlosses ein kleines Palais errichtet.

### Heutige Nutzung
Im Jahr 1927 gelangte die Anlage durch Versteigerung von der Familie de Berlaimont in bürgerlichen Besitz. Neue Eigentümer wurden der frühere Staatsminister Pierre Prüm und die Familie J. Hames. Die Hames eröffneten in einem Bereich des Schlosses ein Hotel, während Prüm im übrigen Teil ein Schlossmuseum einrichtete.
Während des Zweiten Weltkriegs wurde der Nordflügel der Anlage im Zuge der Ardennenoffensive am 18. Dezember 1944 von deutschen Truppen in Brand geschossen. Das Feuer griff auf die angrenzenden Bauten über, und das Schloss brannte völlig aus. Nach Kriegsende erwarb der luxemburgische Staat die Ruine und begann mit einem Wiederaufbau. Anfänglich war geplant, dort eine Jugendherberge einzurichten, doch schließlich zog 1972 die Gemeindeverwaltung Clerf ins Schloss. Obwohl der vollständige Wiederaufbau noch bis 1994 andauerte, eröffnete schon 1970 ein Museum mit Burgenmodellen im Westflügel des Schlosses. 1974 folgte die Eröffnung eines Museums zur Ardennenoffensive (Museum der Ardennenschlacht Clervaux). Nach Ende der Wiederaufbauarbeiten zog 1994 zusätzlich eine Fotoausstellung in die Anlage, sodass Schloss Clerf heute Heimat von drei Museen ist.

## Beschreibung

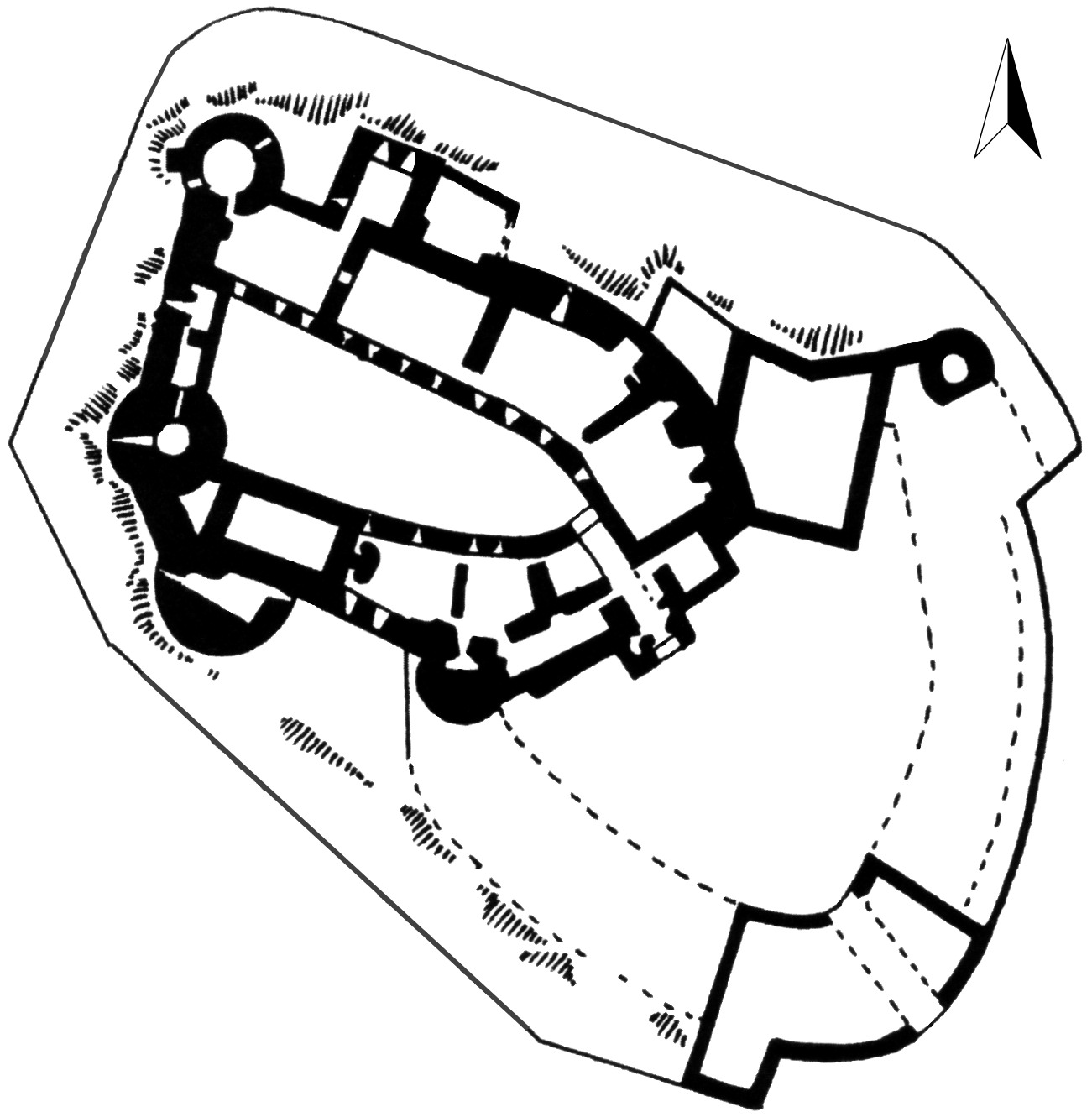
Grundriss der Anlage

Die heutige Schlossanlage besteht aus der ehemaligen Kernburg und einem südöstlich davon stehenden Torbau, der einer der wenigen erhaltenen Teile der ehemaligen Vorburg ist. Der Grundriss der Kernburg besitzt ungefähr die Form eines Ovals, wobei die verschiedenen Flügel einen Innenhof umgeben. Die Außenmauern des Gebäudekomplexes sind bis zu 2,1 Meter dick.
Die älteste Bausubstanz findet sich in dem Bereich mit den beiden Türmen an der Westseite (Burgunderturm und Taubenturm) und dem dazwischenliegenden Gebäudetrakt. Sie stammen im Kern aus der Zeit vor 1400. Im frühen 15. Jahrhundert folgte der Bau des Brandenburger Turms an der Südseite und dem sich anschließenden gotischen Südflügel mit ausgedehnten Kellerräumen. Dort sind heute drei Museen untergebracht. Während der Renaissance ließen die Burgherren die an der Nordseite stehenden kleinen Gebäude durch einen großen Neubau mit viereckigem Treppenturm ersetzen. Der Rittersaal dieses Flügels ist in einem Stil gehalten, der flämische und spanische Einflüsse zeigt. Der gesamte Nordtrakt wird heute durch die Gemeindeverwaltung Clerf genutzt. Nach dem Ausbau der Vorburg samt Errichtung eines Torbaus 1670 wurde am östlichsten Punkt der halbrunde Hexenturm zum Schutz der Vorburg errichtet und die Kernburg an drei Seiten von einem Wall umgeben.

## Museen

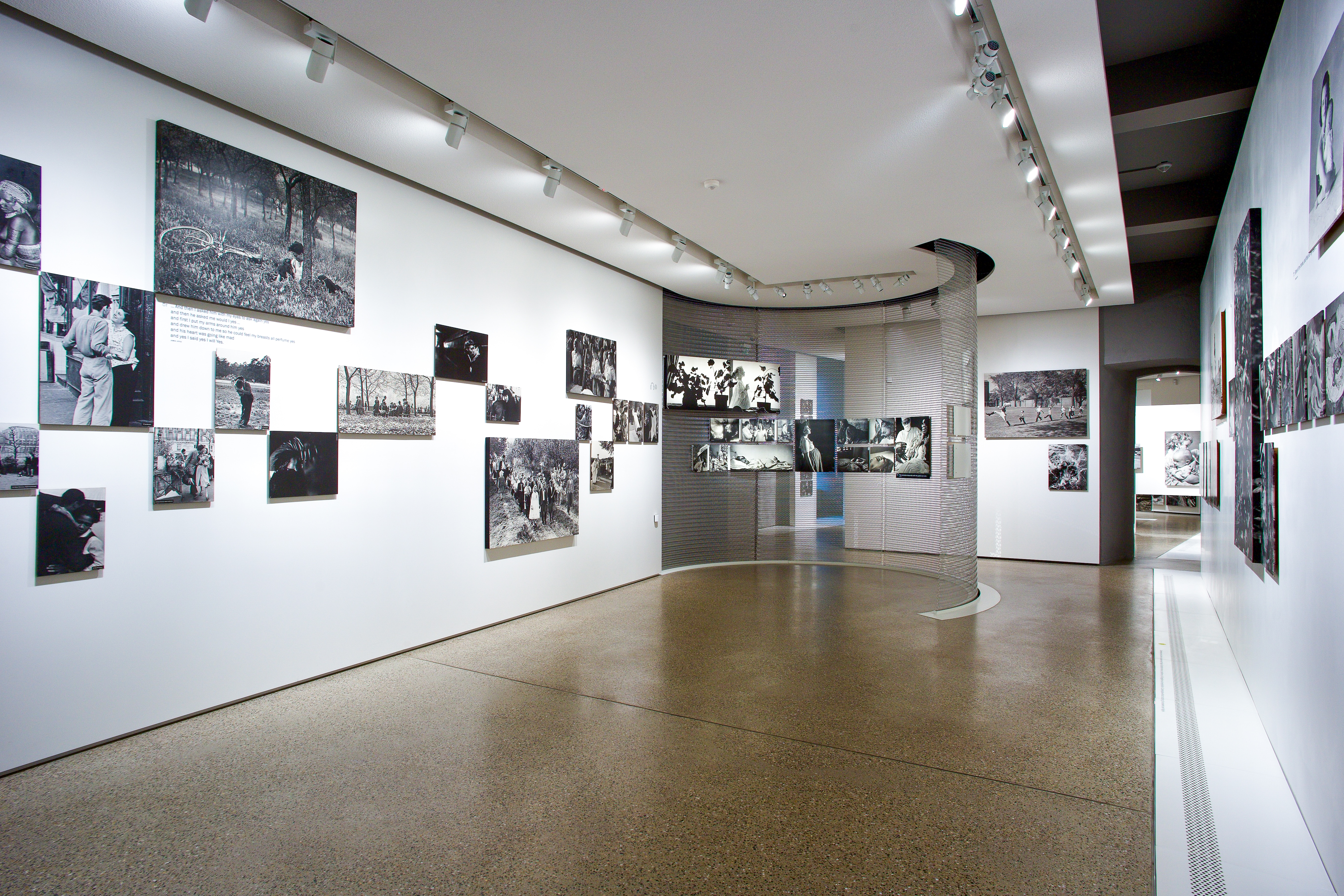
Die Fotoausstellung The Family of Man in einem der drei Museen, 2013

Im Schloss sind heute drei verschiedene Museen untergebracht. Eines von ihnen zeigt die maßstabsgetreuen Nachbildungen der 22 wichtigsten luxemburgischen Burgen und Schlösser. Die Modelle im Maßstab 1 : 100 erinnern an die Bedeutung Luxemburgs als Festungsstadt. Für die Sammlung ist die Verwaltung der staatlichen Abteilung für Denkmalschutz zuständig.
Thema des zweiten Museums ist die Ardennenoffensive des Zweiten Weltkriegs. Die im Untergeschoss des Südflügels ausgestellten Exponate sollen die Bedeutung der Ardennenoffensive für die europäische Geschichte veranschaulichen. Die Ausstellung wurde von dem Kurator Fränk Kiefer gemeinsam mit dem Cercle dʼEtudes sur la Bataille des Ardennes (CEBA) konzipiert. Die Mehrheit der aus Dokumenten, Waffen und Uniformen bestehenden Sammlung stammt aus Privatbesitz.
Das international bekannteste Museum im Schloss Clerf zeigt die Fotoausstellung The Family of Man. Sie wurde von dem gebürtigen Luxemburger Edward Steichen für das Museum of Modern Art in New York zusammengestellt und dort ab 1955 gezeigt. Anschließend war die Ausstellung von 1955 bis 1962 in 150 weiteren Museen auf der gesamten Welt zu sehen. Von 1974 bis 1989 wurde dann eine Auswahl der Fotografien im Schloss Clerf gezeigt, ehe die Exponate Anfang der 1990er Jahre einer ersten Restaurierung unterzogen werden mussten. Nach der Wiedereröffnung 1994 wurde die Fotosammlung vollständig und als Dauerausstellung des Schlosses präsentiert. Sie umfasst 503 Fotografien von 273 Künstlern aus 68 Ländern und gilt noch immer als größte Fotoausstellung aller Zeiten. Seit 2003 steht sie im Memory of the World Register und gehört somit zum Weltdokumentenerbe. Nach einer erneuten Restaurierung in der Zeit von 2010 bis 2013, während der auch die Ausstellungsräume von Grund auf renoviert und neu konzipiert wurden, feierte The Family of Man im Juli 2013 im Schloss Wiedereröffnung.